# TSC Schwarz-Gelb Aachen
Der Tanzsportclub Schwarz-Gelb Aachen e. V. ist ein deutscher Tanzsportverein mit Sitz in Aachen. Er wurde 1968 mit 34 Mitgliedern unter dem Namen „Tanz- und Gesellschaftsclub Schwarz-Gelb Aachen“ gegründet. Besonders bekannt wurde der Verein durch seine Erfolge im Formationstanzen in den 1990er-Jahren. Bei der 1991 ausgerichteten Deutschen Meisterschaft der Formationen wurde die Lateinformation zum ersten Mal deutscher Meister. Im darauffolgenden Jahr wiederholte sie diesen Sieg und wurden außerdem erstmals Weltmeister.
Der TSC Schwarz-Gelb Aachen ist Mitausrichter des jährlich stattfindenden Mehrflächenturnieres Tanzen im Dreiländereck, das gemeinsam mit anderen Aachenern Tanzsportvereinen veranstaltet wird.

## Geschichte
Der TSC Schwarz-Gelb Aachen wurde am 16. Mai 1968 mit 34 Mitgliedern unter dem Namen „Tanz- und Gesellschaftsclub Schwarz-Gelb Aachen“ gegründet. 1970 wurde das erste eigene Clubheim mit einer Tanzfläche von 70 m² bezogen. Nach dem Umzug in das zweite eigene Clubheim mit einer Tanzfläche von 160 m² wurden am 6. November 1982 die Deutschen Meisterschaften der S-Klasse im Bereich Standard veranstaltet. 1988 betrugen die Anzahl der Mitglieder etwa 350. Am 1. Januar 1990 wurde das ehemalige Clubheim mit einer Tanzfläche vom ca. 650 m² mit 500 Mitgliedern in der Charlottenstraße bezogen. Insgesamt hatte das Clubheim eine Größe von 1200 m².
Mitte 1990 überschritt der Club erstmals die Zahl von 600 Mitgliedern.
Im Jahr 1985 stieg die Standardformation in die Bundesliga auf. Zwei Jahre später schaffte dies auch die Lateinformation des Vereins.
Seit 2016 ist der TSC in das neue, eigene Clubheim in die Professor-Wieler-Straße mit zwei großen Tanzsälen und 484 m² Schwingparkett umgezogen.

### Formationen
Besonders bekannt wurde der Verein durch seine Erfolge im Formationstanzen. Bei der 1991 ausgerichteten Deutschen Meisterschaft der Formationen wurde die Lateinformation zum ersten Mal deutscher Meister. Im darauffolgenden Jahr wiederholten sie diesen Sieg und wurden erstmals Weltmeister.

### Fusion mit dem Aachener TSC Blau-Silber
In einer gemeinsamen Pressemitteilung vom 28. November 2011 haben die Vorstände des Aachener TSC Blau-Silber und des TSC Schwarz-Gelb Aachen erklärt eine Fusion der beiden Vereine für das Jahr 2012 anzustreben.
Am 25. Februar 2012 haben die Mitgliederversammlungen beider Vereine der Fusion zugestimmt.

## Training
Trainer der Standardturnierabteilung sind das Trainerteam Andreas Lippok, Valentin Lusin, Christa Fenn sowie Ronald Zimmermann. Die Trainer der Lateinturniertänzer sind Stefan Erdmann und Dirk Neisius.
Die Formationsabteilung wird durch Holger Reißer geleitet, der ebenfalls das A-Team trainiert. Er ist verantwortlich für die musikalische und choreographische Umsetzung. Das B-Team wird von Laura Bülles und Nils Reißer trainiert.

## Formationen

### Neuaufbau der Formationsabteilung 2018
Nach einer zweijährigen Umbauphase und Neuorientierung wurde Mitte 2018 die Formationsabteilung des TSC Schwarz-Gelb Aachen e.V. wieder etabliert. Mit Holger Reißer (Deutscher Meister 1991, 95, 96; Europameister 1993, 97; Weltmeister 1992, 96, 97) konnten zwei Formationen wieder für den Verein an den Start gehen. Beide Mannschaften mussten aufgrund des Neuanfangs in der untersten Liga, der Oberliga West, starten. Zum ersten Mal wurde aus finanziellen Gründen auf eine eigene Musikproduktion verzichtet und beide Teams mit einer von 1. TC Ludwigsburg geleasten Musik an den Start geschickt.
2018 erreichte das A-Team einen ungefährdeten ersten Platz und somit ein Jahr nach seiner Neugründung in die Regionalliga auf. Das B-Team, als Nachwuchsteam gegründet, wurde auf Anhieb Sechster.
2019 schoss das A-Team die erste Regionalligasaison als Vierter ab. Dieser Platz qualifizierte es zur Teilnahme an der neu gegründeten 2. Bundesliga-West. Vertanzt wurde die Erfolgschoreografie von Ton Greten Highschool, mit der das Team aus Perm (Russland) 2015 Vize-Weltmeister wurde. Das B-Team wurde in der Landesliga in diesem Jahr Tabellenerster und stieg somit in die Regionalliga auf.
2020 erreichte das A-Team ebenfalls mit Highschool den vierten Platz in der 2. Bundesliga.

### Formationsgeschichte 2005–2013

#### A-Team
Das A-Team hat sich zur Saison 2005/06 damals im Aachener TSC Blau-Silber neu formiert und konnte nach zwölf Turniersiegen in Folge zur Saison 2007/08 in der Regionalliga an den Start gehen. Getanzt wurde zunächst drei Jahre in Folge eine Choreographie zum musikalischen Thema „Frankie“ mit Musik der Band Frankie Goes to Hollywood. Das A-Team schaffte mit dieser Choreographie den Durchmarsch von der Landesliga West Latein bis in die 2. Bundesliga Latein. In der 2. Bundesliga Latein startet das A-Team dann in der Saison 2008/09 mit dem Thema „Thunder“, mit der die Liga gewonnen werden konnte. In der Saison 2009/10 trat das Team erneut mit dem Thema „Thunder“. Zum Ende der Saison 2010/11, in der zum musikalischen Thema „Viva La Vida“ getanzt wurde, stieg das Team wieder in die 2. Bundesliga Latein ab.
Bisherige musikalische Themen und Platzierungen waren:
- 2005/06: „Frankie“, Landesliga West I: 1. Platz[10] (mit einem 1. Platz beim Aufstiegsturnier in die Oberliga aufgestiegen)[11]
- 2006/07: „Frankie“, Oberliga West I: 1. Platz[12] (mit einem 1. Platz beim Aufstiegsturnier in die Regionalliga aufgestiegen)[13]
- 2007/08: „Frankie“, Regionalliga West: 2. Platz[14] (mit einem 2.–3. Platz beim Aufstiegsturnier in die 2. Bundesliga aufgestiegen)[15]
- 2008/09: „Thunder“, 2. Bundesliga: 1. Platz (in die 1. Bundesliga aufgestiegen)[16]
- 2009/10: „Thunder“, Deutsche Meisterschaft: 5. Platz, 1. Bundesliga: 6. Platz[17]
- 2010/11: „Viva La Vida“, Deutsche Meisterschaft: 7./8. Platz, 1. Bundesliga: 8. Platz[18]
- 2011/12: „Viva La Vida“, 2. Bundesliga: 8. Platz[19]
- 2012/13: „Welcome to Fabulous Las Vegas!“, Regionalliga West: 8. Platz[20]

Cheftrainer war während der ersten fünf Jahre Dirk Reißer (Weltmeister 1992 und 1998), der in den Saisons 2008/09 und 2009/10 von Roman Frieling (2-facher Deutscher Profi-Meister über 10-Tänze 2000 und 2001, bekannt durch die 4. und 5. Staffel von Let’s Dance, bei denen er als Mitglied der Jury teilnahm) unterstützt wurde. Letzter war ebenfalls für die Einzelausbildung im Bereich Latein verantwortlich ist. Assistiert wurde ihnen von Thomas Rath (Weltmeister 1997 und 1998) und Bernhard Liebenhoff (Weltmeister 1996 bis 1998).
Nach dem Klassenerhalt in der 1. Bundesliga konnte im April 2010 Ton Greten als Trainer und Choreograf gewonnen werden, welcher nun unter der Gesamtleitung von Kerstin Hering (Weltmeisterin 1998) mit Thomas Rath und Bernhard Liebenhoff das A-Team trainiert.

#### B-Team
Das B-Team tritt in der Oberliga West I Latein an. Es wird trainiert von Kerstin Hering und Alfred Boese.
Bisherige musikalische Themen und Platzierungen:
- 2005/06: „Cuba“, Landesliga West I: 3. Platz (mit einem 3. Platz beim Aufstiegsturnier in die Oberliga aufgestiegen)
- 2006/07: „Soul Passion“, Oberliga West I: 5. Platz
- 2007/08: „Magic“, Oberliga West I: 6. Platz
- 2008/09: „Thunder“, Oberliga West I: 4. Platz
- 2009/10: „Thunder“, Oberliga West I: 6. Platz
- 2010/11: „Viva La Vida“, Oberliga West I: 5. Platz
- 2011/12: „Viva La Vida“, Oberliga West I: 7. Platz
- 2012/13: „Cuba“, Landesliga West I: 1. Platz

#### C-Team

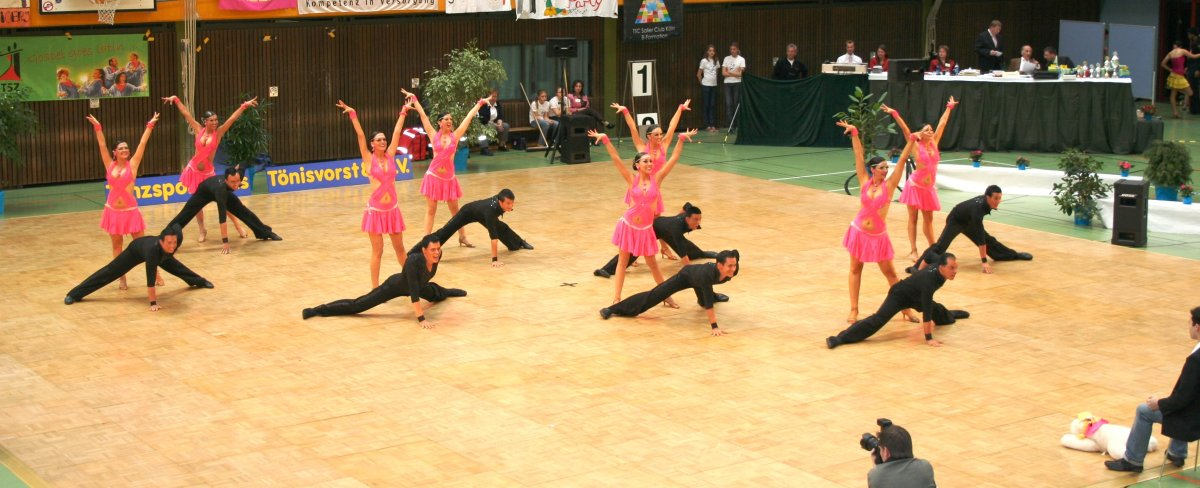
C-Team, 2007

Das C-Team startet in der Landesliga West Latein. Es wird zurzeit von Konstantin Skerletopoulos und Sonya Stephenson trainiert.
Bisherige musikalische Themen und Platzierungen:
- 2005/06: „Cuba“, Landesliga West I: 5. Platz
- 2006/07: „Frankie“, Landesliga West I: 2. Platz
- 2007/08: „Frankie“, Landesliga West I: 3. Platz
- 2008/09: „Tonight“, Landesliga West I: 3. Platz
- 2009/10: „Thunder“, Landesliga West I: 2. Platz (mit einem 5. Platz beim Aufstiegsturnier in die Oberliga aufgestiegen)
- 2010/11: „Frankie“, Oberliga West I: 8. Platz
- 2011/12: „Viva La Vida“, Landesliga West I

#### D-Team
Das D-Team wurde zur Saison 2006/07 noch im Aachener TSC Blau-Silber als die Einsteigerformation des Vereins gegründet. Nachdem in den ersten beiden Saisons zum musikalischen Thema „Cuba“ getanzt wurde, startete das Team in der Saison 2008/09 und 2009/10 mit Musik zum Thema „Latin Guitar“ in der Landesliga West Latein. Seit der Saison 2010/11 wird „Frankie“ vertanzt.

### Erfolge des A-Team vor 2003
Das A-Team (Latein) wurde in den Jahren 1992 („Chess“), 1996 („Magic“), 1997 („The Second Element“) und 1998 („Eternal Rhythm“) Weltmeister sowie 1993 und 1997 Europameister. Vier Deutsche Meisterschaften in den Jahren 1991, 1995, 1996 und 1998 konnten mit dem Titel beendet werden. Trainerin war Petra Heiduk.
- 1990/91: Deutscher Vizemeister
- 1991/92: Vizeweltmeister, Deutscher Meister
- 1992/93: „Chess“,[21] Weltmeister, Deutscher Vizemeister
- 1993/94: „Man of la Mancha“, Europameister
- 1994/95: „Four Seasons“[22]
- 1995/96: „Kiss“,[23] Vizeweltmeister, Deutscher Meister
- 1996/97: „Magic“,[24] Weltmeister, Europameister, Deutscher Meister, Bundesliga-Sieger
- 1997/98: „The Second Element“,[25] Weltmeister
- 1998/99: „Eternal Rhythm“,[26] Weltmeister, Deutscher Meister
- 1999/00: „Circles“
- 2000/01: „Fire“[27]
- 2001/02: „Go West“,[28] Deutscher Vizemeister

### Tanzsportzentrum Aachen
Nach der Ausgliederung der Formationsabteilung in Form einer Neugründung, dem Tanzsportzentrum Aachen, im Jahre 2002 wurde das A-Team 2003 noch Vizewelt- und Vizeeuropameister.
- 2002/03: „Gypsy“, 1. Bundesliga: 1. Platz[29]
- 2003/04: „Latin America“, 1. Bundesliga: 3. Platz,[30] Vizewelt- und Vizeeuropameister
- 2004/05: „Cuba!“, 1. Bundesliga: 4. Platz[31]

Im Jahr 2005 haben viele Mitglieder das Tanzsportzentrum verlassen und im Aachener TSC Blau-Silber, welcher selbst als reiner Breitensportclub gegründet wurde, eine neue Formationsabteilung gegründet.

## Videos
- A-Team - Regionalliga West, Saison 2007/2008 - „Frankie“
- A-Team - 2. Bundesliga Bremerhaven, Saison 2008/09 - „Thunder“
- A-Team - 1. Bundesliga Bremen, Saison 2009/2010 - „Thunder“
- A-Team - 1. Bundesliga Düren, Saison 2010/2011 - „Viva La Vida“